# Гром (бомбардирский корабль, 1741)
«Гром» или «Дондер» (от нидерл. Donder — гром) — парусный бомбардирский корабль Балтийского флота Российской империи, участник русско-шведской войны 1741—1743 годов.

## Описание корабля
Парусный бомбардирский корабль с деревянным корпусом. Длина корабля по сведениям из различных источников составляла 27,4—27,43 метра, а ширина — 8,2—8,23 метра. Поскольку корабль предназначался для ведения боевых действий в шхерах, его осадка по сравнению с осадкой других бомбардирских кораблей российского флота была уменьшена и составляла по сведениям из различных источников от 2,1 до 2,7 метра. Вооружение судна состояло из 6 орудий, включавших 2 мортиры и 4 установленных по бортам пушки.

## История службы
Бомбардирский корабль «Гром» был заложен в Санкт-Петербургском адмиралтействе 13 (24) марта 1741 года и после спуска на воду 16 (27) октября 1741 года вошёл в состав Балтийского флота России. Строительство корабля вёл корабельный подмастерье в ранге сухопутного поручика Д. Сютерланд.
Принимал участие в русско-шведской войне 1741—1743 годов. 9 (20) июня 1742 года покинул Кронштадт в составе отряда, который дойдя до острова Лавенсари вошёл в состав находившейся там эскадры контр-адмирала Д. С. Калмыкова. 24 июня (5 июля) отделился от эскадры и в составе отряда ушёл в шхеры, где до 3 (14) августа использовался в качестве учебного судна. 3 (14) августа вернулся в состав эскадры, совершавшей в это время крейсерское плавание в Финском заливе, а 29 сентября (7 октября) вместе с другими кораблями эскадры прибыл в Ревель.
В течение всей кампании 1743 года находился в Трапезунде под командованием лейтенанта майорского ранга Афанасия Бахтина.
Бомбардирский корабль «Гром» был разобран после 1746 года.

## Командиры корабля
Командирами бомбардирского корабля «Гром» в разное время служили:
- Бартинг (1742 год);
- лейтенант майорского ранга А. Бахтин (1743 год)[6].

### Комментарии
1. ↑  90 футов.
2. ↑  27 футов.
3. ↑  9 футов.